# Histosol

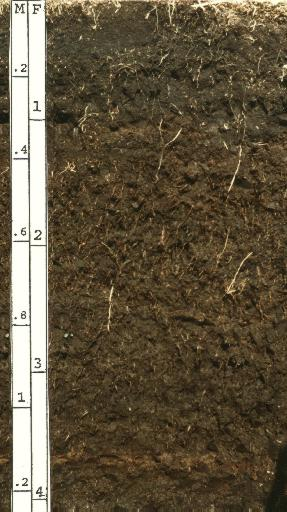
Histosol.

Histosol es un Grupo de Suelos de Referencia según la clasificación World Reference Base for Soil Resources (WRB) y un orden según la Soil Taxonomy. El Histosol se caracteriza por ser de materia orgánica, incluso de turba. En el estado de encharcamiento puede mostrar condiciones reductoras.
Debido a su naturaleza, en algunos países se denomina turba; en Australia recibe el nombre de «Organosol».
Ecológicamente, los Histosoles son de gran importancia debido a que continuamente reciben aportes de materia orgánica; la velocidad de estos aportes es mayor que la de su destrucción, por lo que actúan como sumidero de carbono.
La mayoría de los Histosoles se sitúan en Canadá, Escandinavia, la Llanura de Siberia Occidental, Sumatra, Borneo y Nueva Guinea. También se encuentran en algunos lugares de Asia, como el Extremo Oriente ruso (Krai de Jabárovsk y Óblast de Amur), así como en Florida. Estos suelos albergan fósiles, como la vegetación terrestre del Devónico.